# M&k
m&kは、日本のイラストレーターである丸山 もも子（まるやま ももこ、1971年 - ）と鍬本 良太郎（くわもと りょうたろう、1967年 - ）からなるユニット。博報堂クリエイティブ・ヴォックス所属。絵本作家・デザイナー・CMプランナーとしても活躍し、企業や商品のイメージキャラクターを多く手掛ける。

## メンバー
- 丸山 もも子（1971年 - ）　愛知県出身。愛知県立芸術大学大学院修了。博報堂デザイナー。
- 鍬本 良太郎（1967年 - ）　神奈川県出身。多摩美術大学グラフィックデザイン科卒業。博報堂CMプランナー。

## 代表作

### キャラクター
- クーファミリー & クーフレンズ　（清涼飲料水「Qoo」のキャラクター[1][2]）
- ルミネのルミ姉　（ファッションビル「LUMINE」「NEWoMan」のイメージキャラクター[2][3]）
- ビオレママ　（スキンケア用品「ビオレ」のキャラクター[3]）
- ソラカラちゃん　（東京スカイツリーの公式キャラクター）
- ホシオくん　（スナック菓子「ベビースターラーメン」の3代目キャラクター）
- あんしんセエメエ　（東京海上日動あんしん生命のキャラクター[4]）
- ニューニュー　（東北放送のキャラクター[1]）
- はなうたくん　（幼児雑誌「ね～ね～」にて連載[1]）

### テレビ番組
- 「ぜんまいざむらい」　（NHKのテレビアニメ[1]。原案担当）
- 「でこぼこフレンズ」　（NHK「おかあさんといっしょ」のミニアニメ。原作担当[1]）
- 「そうぞうのへや」　（NHK「おかあさんといっしょ」のコーナー。イラスト担当）
- 「バンジョーのジョー」　（NHK「おかあさんといっしょ」2001年6月の歌。作詞・イラスト担当[5]）
- 「ぼくときみ」　（NHK「おかあさんといっしょ」2003年6月の歌。作詞・イラスト担当[5]。）
- 「ぞうのそうぞう」　（NHK「おかあさんといっしょ」2020年1月の歌。作詞・イラスト担当[5]）
- 「あくび猫」　（NHK「みんなのうた」2010年2月・3月放送。イラスト担当[6]）
- 「かんがえがあるカンガルー」　（NHK「みんなのうた」2016年2月・3月放送。作詞・イラスト担当[7]）